# Машина времени
«Машина часу» (з рос. «Машина времени») — радянський (з 1991 року — російський) рок-гурт, заснований у 1969 році Андрієм Макаревичем, який є його незмінним лідером, а також автором абсолютної більшості пісень. «Машина» стала одним з піонерів рок-музики в Радянському Союзі й здобула всенародну популярність у 1980-х роках. Автори музики — Андрій Макаревич, Олександр Кутіков, Євген Маргуліс, Петро Підгородецький, Андрій Державін. Особливістю музики є глибокі та алегоричні тексти Андрія Макаревича і Олександра Кутікова.

## Історія
Історія колективу починалася, коли 15-річний Андрій Макаревич створив разом з однокласниками московської школи № 19 гурт «The Kids», в 1968 році і почав записувати пісні на магнітофон. Склад змінювався дуже часто, у 1969 році вперше з'явилася назва Машины времени (у множині), яка потім перетворилася на теперішнє «Машина времени» (в однині). Тоді в гурті вже були Андрій Макаревич (вокал і бас-гітара) та гітарист Олександр Кутіков — постаті, які й творитимуть більшість текстів та музики у колективі. Головним натхненником для «Машини» була творчість «The Beatles» — московські музиканти співали кавери на їхні твори та самі виконували чимало пісень англійською мовою. Незвична як на радянські 70-ті роки рок-музика й довге волосся музикантів роблять «Машину» кумиром для молодих представників руху хіпі, які вже почали з'являтися у країні.
Переломним, за спогадами А. Макаревича, стало святкування нового 1969 року, коли в школу приїхала з концертом підпільна біт-група «Атланти», учасники групи були одягнені в бітловські костюми, носили довге волосся та грали на електрогітарах (бас-гітара «Hoffner», лід-гітара «Framus», ритм-гітара була «Musima») і органолі «Юність», в цій групі тоді був і Костянтин Нікольський, керівник групи барабанщик і соліст Алік (Олександр) Сікорський дозволив юним музикантам в перерві зіграти пару пісень на їх апаратурі, і навіть сам підіграв школярам на бас-гітарі, з якої ті були зовсім незнайомі. Група «Атланти» справила на Андрія величезне враження.
Після цієї події в 1969 році зі старшокласників двох московських шкіл сформувався перший склад групи, що отримала назву «Time Machines» (латиницею, у множині, за аналогією з «The Beatles», «The Rolling Stones» та іншими західними групами). Назву групи придумав Юрій Борзов, син маршала авіації Івана Івановича Борзова — командувача тоді авіацією Військово-Морського флоту СРСР. До складу групи увійшли учні школи № 19 — Андрій Макаревич (гітара, вокал), Ігор Мазаєв (бас-гітара), Юрій Борзов (ударні), Олександр Іванов (ритм-гітара), Павло Рубін (бас-гітара), а також навчався в сусідній школі № 20 Сергій Кавагое (клавішні).
Відразу ж стався конфлікт через репертуар: більшість хотіла співати пісні «The Beatles», Макаревич наполягав на виконанні менш відомого західного матеріалу, так як, на його думку, непрофесійне наслідування «The Beatles» виглядало б жалюгідним. Кавагое, Борзов і Мазаєв спробували організувати свою групу в школі № 20, але спроба виявилася невдалою, і незабаром відбулося возз'єднання «Time Machines».
У цьому складі в 1969 році була зроблена перша запис «Time Machines», що складалася з одинадцяти англомовних пісень, написаних учасниками групи (одна з пісень цього альбому — «This Happened to Me», — в 1996 вийшла в збірці «Невидане»). На концертах група виконувала кавер-версії пісень англійських і американських груп, а також пісні власного твору, написані в наслідування, англійською мовою. Згодом в репертуарі з'явилися і власні пісні російською мовою, тексти для яких були написані Макаревичем. Великий вплив на стилістику групи надали принципи руху хіпі, що стали популярними серед частини радянської молоді на початку 1970-х рр
До складу групи періоду 1970—1972 років входили:
- Андрій Макаревич — гітара, вокал;
- Сергій Кавагое — клавішні;
- Ігор Мазаєв — бас-гітара;
- Юрій Борзов — ударні.

У цей період Андрій Макаревич і Юрій Борзов вступили в МАРХІ, де відбулося знайомство з Олексієм Романовим, що грав у місцевій інститутській рок-групі. C 1971 по 1973 рік група базувалася в ДК «Енергетик», де вперше брала участь в «справжніх» концертах. 8 березня 1971 року на одному з таких концертів в МАРХІ відбулося знайомство А. Макаревича з А. Кутіковим.
У перші роки колектив залишався самодіяльним, а його склад — нестабільним. Восени 1971 р Кавагое на місце призваного в армію і. Мазаєва запросив Олександра Кутікова.
Потім, вже з подачі Кутікова, Максим Капітановський, який раніше грав у групі «Друге дихання», сів за барабани, замінивши Юрія Борзова, який пішов у групу Олексія Романова. У цьому складі «Time Machines» з великим успіхом виступила в Біт-клубі — організації під егідою міськкому ВЛКСМ, куди входили найбільш відомі музичні колективи Москви, і куди роком раніше групу відмовилися приймати через недостатньо високого виконавського рівня. У 1972 р Максима Капітановського призвали в армію, і Сергій Кавагое, щоб не шукати нових музикантів, сам пересів за ударні. Незважаючи на початкове незнання техніки гри на ударних, він швидко вивчився грати і залишався ударником групи аж до 1979 року.
З вересня 1974 року до початку 1975 року у гурті грав гітарист Іван Меркулов. У 1975 році через суперечки гурт покидає Кутіков, котрий пішов у колектив «Високосное Лето». Наступний великий розкол стався у 1979 році, коли пішли Сергій Кавагоє и Євген Маргуліс. Зате повернувся Кутіков, який також залучив до «Машини» нового ударника — Валерія Єфремова. Відомими серед населення стають пісні «Поворот», «Свеча», «Скачки», «Синяя птица» і «Марионетки», але гурт все-ще залишається тільки одним із багатьох. Переломним став рок-фестиваль у Тбілісі 1980 року, де «Машина» зайняла 1-е місце й прославилася на весь Радянський Союз. Підпільні записи швидко поширювалися поміж людьми.

## Дискографія

### Студійні альбоми
- 1987 — Річки і мости [ru]
- 1988 — В колі світла [ru]
- 1991 — Повільна хороша музика [ru]
- 1992 — Это было так давно... (запись 1978 года)
- 1993 — Внештатный командир Земли
- 1996 — Картонные крылья любви
- 1997 — Отрываясь
- 1999 — Часы и знаки
- 2001 — Место где свет
- 2004 — Машинально
- 2007 — Time Machine
- 2009 — Машины не парковать
- 2016 — ВЫ

### Збірки невиданих до того записів
- 1986 — В добрый час
- 1987 — Десять лет спустя
- 1993 — Лучшие песни Машины Времени 1979—1985
- 1995 — Кого ты хотел удивить?
- 1996 — Неизданное
- 1998 — The Best (Приложение к журналу Stereo & Video)
- 2001 — Лучшие песни Машины Времени 1989—2000
- 2004 — Неизданное. Часть 2
- 2006 — Машина Времени. Часть 1
- 2008 — Между тем, что было, и тем, что будет
- 2008 — Дорога в небо

### Концерти альбоми
- 1989 — Машине времени — ХХ!
- 1994 — Unplugged (запись 1993 года)
- 2000 — Маленький принц (запись 1980 года)
- 2000 — XXX лет Машине времени (запись 1999 года)
- 2001 — Машина времени и Воскресение. 50 на двоих (запись 2000 года)
- 2005 — Kremlin Rocks! (запись 2004 года)
- 2010 — День 14810-й (запись 2009 года)